# Ålevad
Ålevad er resterne af en befæstet gård fra slutningen af 1200-tallet tilhørende Fyns biskop. Fyens Stift omfattede frem til 1803 også Lolland og Falster, og for at beskytte sine ejendomme på Midtlolland og sig selv, når han var til stede der, var det nødvendigt for biskoppen at opføre denne befæstning. Der kendes en del breve, der er udstedt af forskellige bisper på borgen og man kender navnene på 7 af borgens høvedsmænd gennem 1400-tallet.[kilde mangler]
Borgbanken, som er det eneste, der er tilbage af anlægget i dag, måler ca. 31*19 m og har en højde på ca. 3 m over terrænet. Nord for banken ses stadig en lavning, der tidligere var vandfyldt og også mod vest og syd har der været vand. Kun mod øst har det været nødvendigt at lave en grav, og fyldet herfra er måske blevet brugt til at forhøje banken.
Bispens bolig har ligget på bankens østside, muligvis omgivet af en særlig befæstning. Gårdens avlsbygninger lå næsten 1 km mod vest på den anden side af Godsted på hovedgården Bispensø, der nu hedder Ulriksdal.
Man mener at Ålevad blev ødelagt af soldater fra Lybæk og Sverige under en krig i 1510-1511.[kilde mangler]